# Periklis Iakovakis

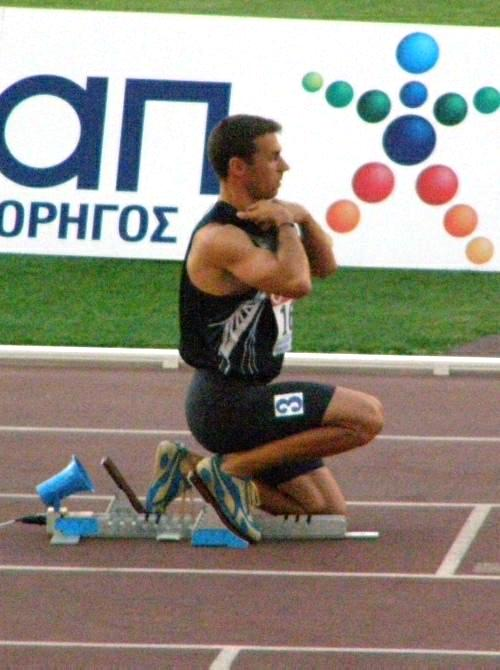
Iakovakis 2007 in Athen

Periklís Iakovákis (griechisch Περικλής Ιακωβάκης, * 24. März 1979 in Patras) ist ein griechischer Hürdenläufer. 
Bei den Junioreneuropameisterschaften 1997 wurde Iakovákis Zweiter im 400-Meter-Hürdenlauf und mit der griechischen 4-mal-400-Meter-Staffel. 1998 wurde er in Annecy Juniorenweltmeister über 400 Meter Hürden in 49,82 s. Nachdem er bei den Weltmeisterschaften 1999 und bei den Olympischen Spielen 2000 im Vorlauf ausgeschieden war, erreichte er bei den Weltmeisterschaften 2001 das Halbfinale. In München bei den Europameisterschaften 2002 belegte er über die Hürden in 49,05 s den fünften Platz. Auch mit der Staffel erreichte er den Endlauf und wurde Sechster.
In der Saison 2003 verbesserte er sich deutlich. Im Halbfinale der Weltmeisterschaften in Paris-Saint-Denis lief er in 48,17 s neuen Landesrekord. Im Finale gewann er in 48,24 s Bronze hinter Félix Sánchez (DOM) in 47,25 s und Joey Woody (USA) in 48,18 s. Bei den Olympischen Spielen 2004 und bei den Weltmeisterschaften 2005 schied er jeweils im Halbfinale aus.
Im Mai 2006 verbesserte Iakovákis den griechischen Rekord in Osaka auf 47,82 s. Bei den Europameisterschaften in Göteborg gewann er den Titel in 48,46 s vor Marek Plawgo (POL) in 48,71 s. Beim letzten Meeting Weltklasse Zürich im alten Letzigrund 2006 gewann er den Hürdenlauf in 47,92 s.
Bei den Weltmeisterschaften 2007 belegte er im Finale Platz 6 in 49,25 s, nachdem er sich im Halbfinale mit 48,44 s für das Finale qualifiziert hatte.
Bei den Olympischen Spielen 2008 in Peking erreichte er zwar das Finale, wurde dort mit einer Zeit von 49,96 s nur Achter und somit Letzter.
Periklís Iakovákis war von 1998 bis 2006 neunmal in Folge griechischer Meister im 400-Meter-Hürdenlauf. Er wird seit Jahren von Maria Sotirakopoulou trainiert. Bei einer Körpergröße von 1,85 m beträgt sein Wettkampfgewicht 76 kg. Seine Brüder Thomás (* 1976) und Sotírios (* 1982) sind ebenfalls Leichtathleten. 

## Leistungsentwicklung
- 1997: 51,6 s
- 1998: 49,82 s
- 1999: 49,53 s
- 2000: 49,35 s
- 2001: 48,87 s
- 2002: 48,66 s
- 2003: 48,17 s
- 2004: 48,47 s
- 2005: 48,24 s
- 2006: 47,82 s

Seine Bestzeit im 400-Meter-Lauf steht seit 2002 bei 46,35 s.